# Тоёхара Кунитика
Тоёхара Кунитика (яп. 豊原 国周 Тоёхара: Кунитика, 1835—1900) — японский художник, один из ведущих мастеров укиё-э на его последнем этапе развития.

## Биография

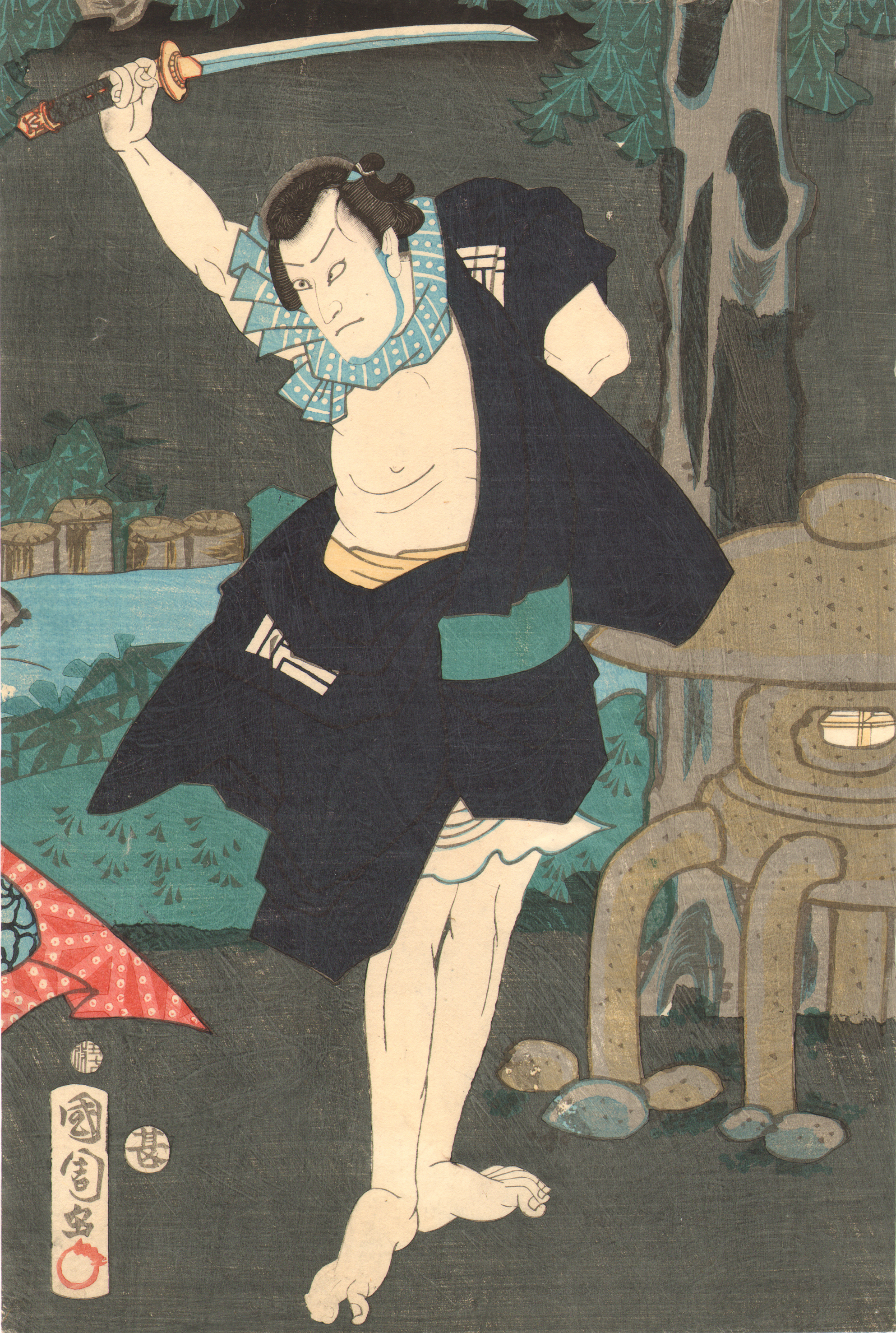
Актер в образе самурая, 1870-е

В возрасте 13 лет Ясохаси Осима (настоящее имя художника) поступил в ученики к Утагаве Кунисаде. 
Он взял себе творческий псевдоним - Кунитика, который состоял из первых иероглифов двух его учителей. Кунитика выполнил несколько портретов Утагавы Кунисады и также мемориальный портрет в память об учителе. Кунитика был одним из последних мастеров, в творчестве которого сохранились классические традиции укиё-э.